# Neoregelia tristis
Neoregelia tristis là một loài thực vật có hoa trong họ Bromeliaceae. Loài này được (Beer) L.B.Sm. mô tả khoa học đầu tiên năm 1935.